# The Bride (álbum)
The Bride é o quarto álbum de estúdio da artista inglesa Bat for Lashes. Lançado em 1 de julho de 2016 pela Parlophone, ele é sucessor de The Haunted Man, de 2012. O álbum foi produzido por Natasha Khan, com co-produção de Ben Christophers, Simone Felice, David Baron, Dan Carey, Jacknife Lee e Matt "Aqualung" Hales. Este foi o último álbum lançado pela Parlophone, terminando assim um contrato de 10 anos.

## Antecedentes
Natasha Khan afirmou, ao promover o projeto paralelo Sexwitch que ela fez com o produtor Dan Carey e a banda independente TOY, que ela estava trabalhando em um novo álbum. Ela declarou que o novo material estava ligado a um curta-metragem que ela escreveu sobre uma mulher passando por uma tragédia no dia de seu casamento e que o álbum seria lançado no segundo semestre de 2016. A gravação durou seis semanas no final de 2015 em uma casa alugada em Ohayo Mountain, em Woodstock, Nova Iorque. Em fevereiro de 2016, Khan começou a postar fotos de sua colaboração com o fotógrafo Neil Krug. No dia 19 de fevereiro, foi lançado o single promocional intitulado "I Do", com a enigmática frase, "Grave esta data, 1º de julho". No dia 10 de março, Khan estreou o primeiro single do álbum, "In God's House", na Radio 1. A canção foi lançada no dia seguinte.

## Conceito, lançamento e arte
De acordo com a divulgação de The Bride, o trabalho é um álbum conceitual que conta a história de uma mulher cujo noivo morre em um acidente de carro a caminho do seu casamento. O álbum acompanha-a quando ela decide ir em lua de mel sozinha e também suas emoções à medida que ela lida com a tragédia. Khan comentou: "o trauma e a dor da morte de Joe, o noivo, ... [é] ... mais uma metáfora, e permite-me explorar o conceito do amor em geral, o que requer uma morte de todas as formas".
"O casamento é um dos poucos rituais espirituais que podemos compartilhar coletivamente como cultura. É interessante que qualquer pessoa esteja disposta a passar por esse ritual, mas se você tirar o que ela precisa para cumprir essa obrigação, o que acontece? Então, tirei o noivo e fiz com que ela saísse sozinha em lua de mel. Achei que seria uma boa metáfora para se apaixonar por si mesmo, iniciando uma jornada de autodescoberta. Você não pode simplesmente atribuir essa responsabilidade a algo fora de você - não pode contar com alguém para completá-lo e fazê-lo feliz para sempre."
O álbum foi criado com os colaboradores habituais Simone Felice, Dan Carey, Head e Ben Christophers. O lançamento do álbum foi antecedido pelos singles "In God's House" e "Sunday Love", ambos com clipes dirigidos por Khan e John DeMenil. Para promover o álbum, Bat for Lashes fez uma pequena turnê que consistia em apresentações feitas em igrejas para combinar com o tema de casamento. Foi pedido para que os fãs e os presentes usassem trajes formais nos shows. A arte do álbum foi elaborada em colaboração com o fotógrafo Neil Krug e foi fotografada no decorrer de um ano. O CD e vinil contêm um encarte e impressões de fotos desta colaboração.

## Faixas
Todas as faixas foram escritas por Natasha Khan, exceto onde indicado.
| N.º            | Título                     | Compositor(es)             | Produtores adicionais                  | Duração |  |
| 1.             | "I Do"                     |                            |                                        | 2:17    |  |
| 2.             | "Joe's Dream"              |                            | Jacknife Lee                           | 5:25    |  |
| 3.             | "In God's House"           |                            |                                        | 3:32    |  |
| 4.             | "Honeymooning Alone"       |                            |                                        | 3:30    |  |
| 5.             | "Sunday Love"              | Khan, Dan Carey            | Dan Carey                              | 4:13    |  |
| 6.             | "Never Forgive the Angels" |                            |                                        | 4:25    |  |
| 7.             | "Close Encounters"         |                            |                                        | 4:10    |  |
| 8.             | "Widow's Peak"             | Natasha Khan Simone Felice |                                        | 3:47    |  |
| 9.             | "Land's End"               |                            |                                        | 3:10    |  |
| 10.            | "If I Knew"                |                            |                                        | 4:17    |  |
| 11.            | "I Will Love Again"        | Khan Felice Lou Rogai      |                                        | 5:14    |  |
| 12.            | "In Your Bed"              |                            | Matt Hales, Simone Felice, David Baron | 3:32    |  |
| 13.            | "Clouds" (bônus do iTunes) |                            |                                        | 5:23    |  |
| Duração total: | Duração total:             | Duração total:             | Duração total:                         | 52ː53   |  |